# RSWBplus
RSWBplus ist eine Literaturdatenbank des Fraunhofer-Informationszentrum Raum und Bau IRB. Sie besteht aus den Teildatenbanken RSWB und ICONDA Bibliographic und enthält Literaturhinweise zu den Themen des Planens und Bauens.

## Geschichte
1976 begann die Datenerfassung für die Datenbank RSWB und eine kontinuierliche Auswertung der relevanten Fachliteratur, was zu einem konstanten Wachstum des Datenbestandes führte. Ab 1977 wurde RSWB für Online-Abfragen angeboten. Die Entwicklungsarbeiten für die Datenbank ICONDA begannen 1984, ab 1986 wurde sie der Öffentlichkeit zugänglich gemacht. Seit 1991 werden die Datenbestände beider Datenbanken in einer gemeinsamen Suchoberfläche unter dem Namen RSWBplus angeboten. Zum Jahresende 2017 wurde die separate Suchoberfläche für die Teildatenbank RSWB eingestellt. Seit Jahresbeginn 2025 finden nur noch wenig Aktualisierungen mit neuen Datensätzen statt.

## Datenbank
RSWBplus besteht aus den beiden Teildatenbanken RSWB (national) und ICONDA Bibliographic (international). RSWB ist die Abkürzung für die abgedeckten Themenfelder „Raumordnung, Städtebau, Wohnungswesen, Bauwesen“ – ICONDA steht für „The International CONstruction DAtabase“.
RSWBplus wird herausgegeben vom Fraunhofer-Informationszentrum Raum und Bau IRB und enthält über 1,64 Millionen Literaturhinweise mit umfangreichen bibliografischen Metadaten und inhaltlichen Beschreibungen. Die Literaturauswahl und inhaltliche Erschließung erfolgte durch Fachreferenten.
Über die Datenbank ist insbesondere Fachliteratur recherchierbar, die über Bibliothekskataloge nicht oder schwer auffindbar ist, hierzu zählen die Einzelbeiträge aus Fachzeitschriften, Konferenz- und Tagungsbänden und wissenschaftlichen Sammelwerken, außerdem graue Literatur wie Forschungsberichte, Merkblätter, Richtlinien, Rechtsbeiträge, Institutsreihen und Dissertationen.
Das Rechercheangebot für Baufachliteratur richtet sich insbesondere an Studierende, Dozenten, Wissenschaftler und Bibliothekare an Hochschulen mit baubezogenen Studiengängen (Architektur, Bauingenieurwesen, Stadtplanung etc.) sowie Verantwortliche für Planungs- oder Bauaufgaben.

### Themen
Aus dem Themenkomplex Planen und Bauen weist die Datenbank schwerpunktmäßig Literatur zu folgenden Fachgebieten nach:
Architektur, Baugestaltung, Wettbewerbe, Entwurf, Baukonstruktion, Baudetail, Bauphysik, Baustoffe, Neue Materialien, Baurecht, Baunormung (DIN, SIA, ÖNORM), Regelwerke, Richtlinien, Bauerhaltung, Bauschäden, Instandsetzung, Sanierung, Denkmalpflege, Technische Gebäudeausrüstung (TGA), Technischer Ausbau, Energiesparendes Bauen, Energieeffizienz, Nachhaltigkeit, Digitales Planen und Bauen, Building Information Modeling (BIM), Konstruktiver Ingenieurbau, Tragwerksplanung, Geotechnik, Grundbau, Wasserbau, Wasserwirtschaft, Straßenbau, Verkehrsplanung, Stadtentwicklungsplanung, Stadt- und Regionalplanung sowie Quartiersforschung.

### Recherche
Die Rechercheoberfläche des Fraunhofer IRB bietet u. a. folgende Funktionalitäten für eine wissenschaftliche Literaturrecherche:
deutsch- und englischsprachige Nutzungsumgebung, Freitextsuche mit Relevanzranking, Erweiterte Suche mit Booleschen Operatoren, Platzhalter für eine Rechtstrunkierung der Suchbegriffe, Thesaurus, Fachgliederung, Zeitschriftenliste, Suchhistorie, Highlighting der eingegebenen Suchbegriffe in den Ergebnissen, Treffer filtern mit Facettierungen, Treffer sortieren, Merkliste, Datenausgabe zur Weiterverarbeitung in Literaturverwaltungsprogrammen etc.
Die Sacherschließung erfolgte in großer inhaltlicher Tiefe, dadurch enthalten die Suchergebnisse umfangreiche inhaltliche Beschreibungen wie bspw. Schlagwörter mehrerer Kategorien, Abstracts und Fachgebiete der RSWBplus-eigenen Klassifikation. Diese unterstützen die Nutzer bei der Recherche und Relevanzbeurteilung für die jeweilige Fragestellung.

### Volltexte
Neben der Recherche nach diesen Fachinformationen können viele Fachartikel über den Dokumentlieferdienst subito bestellt werden.
Viele Literaturnachweise sind zudem mit direkten Verlinkungen zu den dazugehörigen elektronischen Volltexten angereichert.
Die meisten nachgewiesenen Publikationen befinden sich im Bestand der institutseigenen Baufachbibliothek in Stuttgart-Vaihingen.
Für Hochschulbibliotheken und andere institutionelle Nutzer besteht die Möglichkeit, einen Linkresolver in ihre Trefferansicht zu implementieren, um einen Abgleich mit ihren Beständen und Lizenzen durchzuführen.

### Zugang
Die meisten Hochschulen im deutschsprachigen Raum, die Studiengänge im Bereich Planen und Bauen anbieten, haben für ihre Hochschulangehörigen einen Zugang zur RSWBplus per Jahresabonnement lizenziert. Dieser Zugang erfolgt über die eigene Rechercheoberfläche des Fraunhofer IRB selbst. Für die Zugriffsautorisierung stehen die automatische Erkennung berechtigter IP-Adressen und der Login mit Shibboleth zur Verfügung.
Auf Anfrage stehen kurzzeitige Lizenzierungen für Einzelnutzer sowie kleine und mittlere Unternehmen (KMU) zur Verfügung.
Die Metadaten der Datenbank RSWBplus können von Abonnenten auch im EBSCO Discovery Service durchsucht werden.